# Molossus fentoni
Molossus fentoni (молос Фентона) — вид кажанів з родини молосових. 

## Опис
Загальна довжина 88–93 мм; довжина хвоста 30–34 мм; довжина вуха 12–14 мм; довжина задньої стопи 8–11 мм; довжина передпліччя 34–36 мм. У цілому спинний волосяний покрив темно-середньо-коричневий з блідо-коричневою смужкою біля основи (1/4–1/2). Черевні волоски помітно двоколірні з темно-коричневими кінчиками та блідо-жовтими основами. Волоски між плечима довгі (4.3–4.6 мм).
Раніше представників M. fentoni відносили до M. molossus. Однак новий вид має морфологічні й молекулярні відмінності. Зокрема у M. fentoni: двоколірний спинний волосяний покрив; округла передня дуга першого шийного хребця; трикутна потилична кістка; менші розміри тіла та черепа; також вид генетично розбіжний.

## Поширення
Поширений у Еквадорі й Гаяні.

## Етимологія
Цей вид названий на честь М. Брока Фентона (англ. M. Brock Fenton), професора й одного з провідних світових дослідників екології та поведінки кажанів.